# Christian Klingler
Christian Klingler (* 1968 in Innsbruck) ist ein österreichischer Manager.

## Leben
Klingler studierte Betriebswirtschaftslehre an der Universität Innsbruck. Anschließend war er von 1992 bis 1993 Assistent der Geschäftsführung im Bereich Einzelhandel bei Porsche Inter Auto in Österreich. Für die Marken VW und Audi verantwortete er danach Importeurs- und Einzelhandels-Netzwerke. Ab 1995 leitete Klingler Wachstumsprojekte (v. a. Akquise PGA Group) sowie den Aufbau der französischen Marktaktivitäten als Assistent der Vorsitzenden der Geschäftsführung der Porsche Holding GmbH in Salzburg. 2004 rückte Klingler selbst in die Geschäftsführung der Porsche Holding Salzburg auf.
Vom 1. Januar 2010 bis zum 25. September 2015 war Christian Klingler Mitglied des Vorstands der Volkswagen AG, wo er den Geschäftsbereich Marketing, Vertrieb und After Sales verantwortete. Von August 2008 bis September 2015 war er zudem Generalbevollmächtigter der Volkswagen AG im Vorstand der Marke Volkswagen.
Seit 2012 ist Klingler weinbaulich aktiv. In diesem Jahr startete er im Weinbaugebiet Carnuntum ein gemeinschaftliches Weinprojekt mit dem Winzer Johannes Trapl aus Stixneusiedl. 2014 erwarb er in der Wachau eine Weinbaufläche von 5 Hektar; auch dort kooperiert er mit Johannes Trapl. Im Jahr 2017 erwarb Klingler 23 Prozent am Falstaff Verlag.

## Auszeichnungen
- 2012: „Homme de l'Année 2011“ (Mann des Jahres), vergeben vom Journal de l’Automobile